# Élections législatives ougandaises de 2021
Les élections législatives ougandaises de 2021 ont lieu le 14 janvier 2021 afin de renouveler les 529 membres du parlement de l'Ouganda. Le premier tour d'une élection présidentielle est organisé simultanément.
Le scrutin est remporté par le Mouvement de résistance nationale au pouvoir, qui conserve la majorité absolue au parlement.

## Contexte
Un amendement voté en 2017 étend le mandat du parlement de cinq à sept ans, y compris celui en cours. Les élections sont alors repoussées à 2023. L'amendement est cependant jugé inconstitutionnel par la Cour suprême courant 2019.

## Système électoral

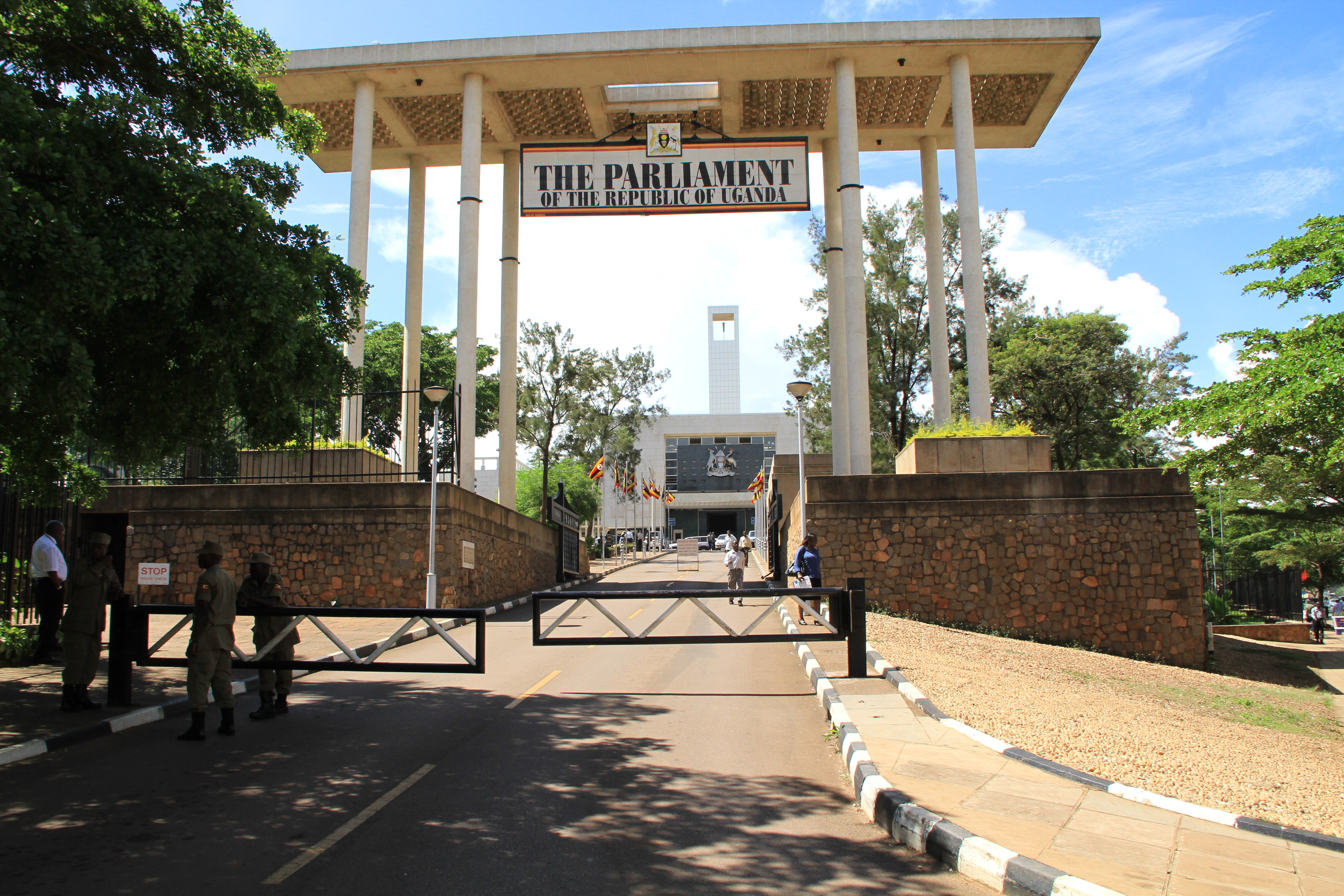
Bâtiment du parlement à Kampala.

L'Ouganda est doté d'un parlement unicaméral composé de 529 sièges pourvus pour cinq ans, dont 353 au scrutin uninominal majoritaire à un tour dans autant de circonscriptions électorales. Dans chacune d'elles, le candidat ayant recueilli le plus de suffrages l'emporte. À ces sièges ordinaires s'ajoutent 146 autres réservés aux femmes, à raison d'un siège pour chacun des districts du pays, pourvus selon le même système. Le nombre de circonscription ordinaire varie régulièrement en fonction de l'évolution de la population, de même que le nombre de sièges réservés aux femmes en raison de la création de nouveaux districts. Ils étaient ainsi respectivement 289 et 112 aux précédentes élections,,.
Enfin, 30 autres représentants sont élus au suffrage indirect par des collèges électoraux représentants divers groupes : 10 pour l'armée ougandaise, 5 pour les jeunes, 5 pour les syndicats professionnels, 5 pour les personnes âgées et 5 pour les handicapés. Ces groupes de cinq représentants doivent comporter au moins une femme chacun, et celui de dix représentants l'armée deux. Les élections de 2021 sont les premières depuis l'ajout en août 2020 des sièges réservés aux personnes âgées.
Le vice-président et l'ensemble des ministres sont membres ex officio  du parlement s'ils n'en sont pas déjà membres, mais ne disposent pas du droit de vote, et ne sont par conséquent généralement pas inclus dans le total des membres.

## Résultats
|                           |                                             |                   |                   |                   |                            |                            |                            |                  |              |               |  |
| Parti                     | Parti                                       | Sièges ordinaires | Sièges ordinaires | Sièges ordinaires | Sièges réservés aux femmes | Sièges réservés aux femmes | Sièges réservés aux femmes | Scrutin indirect | Total sièges | +/-           |  |
| Parti                     | Parti                                       | Voix              | %                 | Sièges            | Voix                       | %                          | Sièges                     | Scrutin indirect | Total sièges | +/-           |  |
|                           | Mouvement de résistance nationale (NRM)     | 4 158 934         | 41,60             | 218               | 4 532 117                  | 44,62                      | 101                        | 17               | 336          | 43            |  |
|                           | Plateforme de l'unité nationale (NUP)       | 1 347 929         | 13,48             | 43                | 1 697 425                  | 16,71                      | 14                         | 0                | 57           | Nv            |  |
|                           | Forum pour le changement démocratique (FDC) | 729 347           | 7,30              | 24                | 674 154                    | 6,64                       | 8                          | 0                | 32           | 4             |  |
|                           | Parti démocrate (PD)                        | 244 194           | 2,44              | 8                 | 172 364                    | 1,70                       | 1                          | 0                | 9            | 6             |  |
|                           | Congrès du peuple ougandais (UPC)           | 180 313           | 1,80              | 7                 | 229 884                    | 2,26                       | 2                          | 0                | 9            | 3             |  |
|                           | Alliance pour la transformation nationale   | 71 436            | 0,71              | 0                 | 82 318                     | 0,81                       | 0                          | 0                | 0            | Nv            |  |
|                           | Forum de la justice                         | 24 843            | 0,25              | 1                 | 22 625                     | 0,22                       | 0                          | 0                | 1            | 1             |  |
|                           | Parti populaire progressiste                | 10 076            | 0,10              | 1                 |                            |                            |                            | 0                | 1            | 1             |  |
|                           | Parti économiste ougandais                  | 6 199             | 0,06              | 0                 | 0                          | 0                          | Nv                         |                  |              |               |  |
|                           | Parti écologiste de l'Ouganda               | 4 287             | 0,04              | 0                 | 0                          | 0                          | Nv                         |                  |              |               |  |
|                           | Parti conservateur                          | 1 071             | 0,01              | 0                 | 0                          | 0                          | en stagnation              |                  |              |               |  |
|                           | Parti social démocrate                      | 719               | 0,01              | 0                 | 0                          | 0                          | en stagnation              |                  |              |               |  |
|                           | Forum pour l'intégrité dans la gouvernance  | 122               | 0,00              | 0                 | 0                          | 0                          | Nv                         |                  |              |               |  |
|                           | Organisation des volontaires                | 68                | 0,00              | 0                 | 0                          | 0                          | Nv                         |                  |              |               |  |
|                           | Indépendants                                | 3 217 187         | 32,18             | 51                | 2 746 852                  | 27,04                      | 20                         | 3                | 74           | 8             |  |
|                           | Militaires                                  | Militaires        | Militaires        | Militaires        | Militaires                 | Militaires                 | Militaires                 | 10               | 10           | en stagnation |  |
|                           |                                             |                   |                   |                   |                            |                            |                            |                  |              |               |  |
| Suffrages exprimés        | Suffrages exprimés                          | 9 996 725         |                   |                   | 10 157 739                 |                            |                            |                  |              |               |  |
| Votes blancs et invalides |                                             |                   |                   |                   |                            |                            |                            |                  |              |               |  |
| Total                     | Total                                       |                   | 100               | 353               |                            | 100                        | 146                        | 30               | 529          | 103           |  |
| Abstentions               |                                             |                   |                   |                   |                            |                            |                            |                  |              |               |  |
| Inscrits / Participation  | Inscrits / Participation                    | 18 103 603        |                   | 18 103 603        |                            |                            |                            |                  |              |               |  |